# Округ Хамилтон (Индијана)
Округ Хамилтон (енгл. Hamilton County) је округ у америчкој савезној држави Индијана.

## Демографија
По попису из 2010. године број становника је 274.569, што је 91.829 (50,3%) становника више него 2000. године.
| Група             | 2000.           | 2010.           |
| Белци             | 170.674 (93,4%) | 237.317 (86,4%) |
| Афроамериканци    | 2.806 (1,5%)    | 9.603 (3,5%)    |
| Азијати           | 4.451 (2,4%)    | 13.175 (4,8%)   |
| Хиспаноамериканци | 2.911 (1,6%)    | 9.426 (3,4%)    |
| Укупно            | 182.740         | 274.569         |